# J. Jonah Jameson
Pour les articles homonymes, voir Jameson.
J. Jonah Jameson est un journaliste de fiction évoluant dans l'univers Marvel de la maison d'édition Marvel Comics. Créé par le scénariste Stan Lee et le dessinateur Steve Ditko, le personnage de fiction apparaît pour la première fois dans le comic book The Amazing Spider-Man #1 en mars 1963.
J. J. Jameson est notamment connu pour avoir été le bouillonnant directeur du Daily Bugle, un quotidien d'information grand public de New York qui ne cesse de critiquer les actions des super-héros de l'univers Marvel, et notamment Spider-Man que Jameson accuse d'être un usurpateur. Jameson n’hésitait d'ailleurs pas à utiliser son journal pour propager son point de vue, notamment avec ses éditoriaux critiques envers la communauté des justiciers costumés.
Personnage lié à la série Spider-Man, il est présent dans toutes ses adaptations, notamment cinématographiques, et apparaît également dans d'autres titres de comics Marvel, en particulier dans la série Daredevil.

## Biographie du personnage

### Origines et parcours
J. Jonah Jameson a pendant longtemps été le fulminant directeur du quotidien new-yorkais le Daily Bugle ; à ce titre, il était notamment le patron de Peter Parker (alias Spider-Man), le photographe de presse qui lui vend souvent des clichés exclusifs de ce justicier costumé, sans lui révéler d'où il les tient.
Homme capricieux, colérique, nerveux et envieux, Jameson hait Spider-Man, ce soi-disant « justicier » ou « héros » qu'il considère comme un imposteur et dont il se fait l'ennemi dès qu'il le peut. Jameson est aussi réputé pour sa mauvaise foi et sa pingrerie, notamment en n'hésitant pas à exploiter et sous-payer Parker.
Même quand Spider-Man le sauve lui, ou son fils John, Jameson crie à l'escroquerie. Néanmoins, il est révélé à certaines occasions qu'il a en réalité de la sympathie pour Parker (sans savoir, bien sûr, que ce dernier est aussi le super-héros qu'il déteste), achetant parfois ses photos uniquement pour l'aider et, dans certains cas, l'aidant de lui-même.
À plusieurs reprises, Jameson essayera de nuire réellement à Spider-Man, bien qu'il ne soit pas vraiment considéré comme un super-vilain. Pour cela, il louera les services de Farley Stillwell (en) qui inventera pour lui le Scorpion, ou encore Spencer Smythe qui concevra pour lui les robots Anti-Araignée (d'ailleurs, Jameson contrôlera lui-même le premier modèle), mais les tentatives de Jameson seront toujours sanctionnées par l'échec.
Dans une histoire de 2009, il est élu maire de New York. Il a depuis démissionné de ce poste.

## Pouvoirs et capacités
J. Jonah Jameson n'a aucun super-pouvoir. Cependant, il a souvent montré qu'il pouvait faire preuve d’une résistance physique assez impressionnante, en dépit du fait qu'il soit régulièrement sujet à de terribles accès de colère et qu'il a déjà subi plusieurs crises cardiaques, conséquence de son mode de vie, notamment en tant que gros fumeur de cigares.
En tant que journaliste, éditeur et homme d’affaires accompli, Jameson est compétent dans tous les domaines ayant trait à la presse écrite et à l’édition.
Doté d'un comportement brutal, ses allures de capitaliste impitoyable et son obsession pour le héros Spider-Man donnent souvent l’impression qu’il est un homme sans principes et sans compassion, alors qu'en réalité il possède ces qualités mais qu'il les cache derrière une façade de brusquerie.

## Apparitions dans d'autres médias

### Cinéma

#### Trilogie avecNicholas Hammond
- 1977 : L'Homme araignée de E. W. Swackhamer, interprété par David White (VF : Maurice Chevit).

#### Trilogie deSam RaimiavecTobey Maguire
- 2002 : Spider-Man de Sam Raimi, interprété par J. K. Simmons (VF : Jean Barney) : Lorsque Spider-Man fait ses premières apparitions publiques, J. Jonah Jameson, patron du Daily Bugle, est de suite persuadé qu'il s'agit d'un criminel, mais voyant que son journal a du succès grâce à lui, il décide d'offrir une récompense à quiconque lui amènera une ou plusieurs photos de Spider-Man en bonne qualité et vu de près. Peter Parker répond à l'annonce et grâce à un stratagème parvient à se prendre en photo pendant qu'il arrête les criminels en tant que Spider-Man. Face à cela, Jameson accepte de l'engager en tant que pigiste. Il est présent lorsque le Bouffon Vert fait sa première apparition et tue l'ensemble du conseil d'administration d'Oscorp, c'est d'ailleurs lui qui lui donne son nom. Lorsque le Bouffon attaque le Daily Bugle et exige l'identité du photographe de Spider-Man, Jameson prétend que c'est un anonyme qui les envoie par courrier (protégeant ainsi Peter), quand Spider-Man le sauve, il accuse ce dernier d'être complice avec le bouffon et exige son arrestation dans le numéro qui parait peu après.
- 2004 : Spider-Man 2 de Sam Raimi, interprété par J. K. Simmons (VF : Jean Barney) : John, le fils de Jameson se fiance avec Mary Jane Watson, ce qui attriste grandement Peter qui accepte toutefois de prendre les futurs mariés en photo sur ordre de Jameson. Plus tard, lorsque Peter voit ses super-pouvoirs disparaître de plus en plus fréquemment, il abandonne son costume dans une poubelle. Un éboueur le récupère et le donne à Jameson qui jubile à l'idée d'avoir réussi à se débarrasser de Spider-Man. Mais le taux de criminalité ne tarde pas à augmenter, et quand le Docteur Octopus kidnappe Mary Jane pour attirer le héros vers lui, Jameson culpabilise (temporairement) d'avoir été odieux avec Spider-Man. À la fin du film, il assiste au mariage de son fils qui reçoit un papier lui annonçant que Mary Jane a décidé de ne pas l'épouser afin de rester avec Peter (dont elle a découvert l'identité en tant que Spider-Man). Jameson se contente de dire à sa femme d'appeler le traiteur pour "ne pas ouvrir le caviar".
- 2007 : Spider-Man 3 de Sam Raimi, interprété par J. K. Simmons (VF : Jean Barney). Alors qu'il souffre d'hypertension, il engage un nouveau photographe, Eddie Brock qui entre rapidement en concurrence avec Peter pour obtenir des photos de Spider-Man, principalement en train de commettre un crime. Ce qu'Eddie parvient à faire plus tard dans le film mais Peter (ayant entre-temps découvert un costume noir) dévoile sans ménagements qu'il s'agit d'un montage truqué. Jameson vire alors Eddie et se voit contraint de publier pour la première fois en 20 ans, un récapitulatif au Daily Bugle. Témoin de l'arrogance de Peter due à l'influence du costume noir, on le revoit à la fin du film, où il assiste au combat de Spider-Man rejoint par Harry Osborn contre l'Homme-sable et se fait escroquer par une petite fille pour prendre des photos.

#### Duologie deMarc WebbavecAndrew Garfield
- 2014 : The Amazing Spider-Man : Le Destin d'un héros de Marc Webb : le personnage ne fait pas d'apparition physique dans le film. Il n'est que mentionné par Peter Parker et sa tante May lors d'une discussion et reçoit les photos de Parker par mail. Marc Webb avait déclaré que Jameson pourrait bien apparaître dans le troisième volet de la nouvelle franchise et qu'il ne voyait personne d'autre que l'acteur J. K. Simmons pour incarner le personnage. Toutefois, cette perspective est caduque depuis l'annulation des suites de la franchise.

#### Univers cinématographique Marvel: trilogie deJon WattsavecTom Holland
- 2019 : Spider-Man: Far From Home de Jon Watts interprété par J. K. Simmons (VF : Jean Barney) : Il apparaît dans la première scène post-générique dans laquelle il dévoile l'identité de Spider-Man sur grand écran au Madison Square Garden.
- 2021 : Venom: Let There Be Carnage d'Andy Serkis interprété par J. K. Simmons (VF : Jean Barney) : Il apparaît dans la scène post-générique où Venom, transporté dans son univers, regarde avec intérêt et gourmandise le reportage où l'identité de Spider-Man est dévoilée.
- 2021 : Spider-Man: No Way Home de Jon Watts interprété par J. K. Simmons (VF : Jean Barney) : Suite directe de Far From Home. Au début du film, Jameson critique ouvertement et sans vergogne Peter et son entourage. Lorsque Peter demande à Dr Strange de lancer un sortilège pour remédier à sa situation, une brèche dans le Multivers est ouverte et des super-vilains qui connaissent l'identité secrète de Peter sont transposés dans leur univers. Apprenant qu'une partie d'entre eux sont morts en affrontant leur Spider-Man respectif, Peter se réfugie dans l'appartement d'Happy Hogan avec eux pour leur créer des antidotes mais Jameson, prévenu par un employé, se gare devant l'immeuble en attente d'avoir de nouvelles images pour blâmer Spider-Man. Témoin des destructions provoqués par ces derniers lors de leur fuite, sans comprendre réellement la situation, il annonce à la suite de la mort de May Parker (blessée par le planeur du Bouffon vert) que les innocents sont condamnés à subir les dommages que Spider-Man provoque. Par la suite, on le voit correspondre en visio avec Peter qui souhaite attirer les super-vilains sur la statue de la Liberté en rénovation, tout en reconnaissant sa responsabilité dans tous les évènements récents. Après que Dr Strange a lancé un dernier sortilège qui a, cette fois, fait oublier l'existence de Peter Parker au monde entier, Jameson se demande alors pourquoi Spider-Man ne dévoile pas son identité, interprétant ceci comme de la lâcheté.

#### Hors Marvel
- 2008 : Super Héros Movie de Craig Mazin : un journaliste (joué par John Getz) parodie la version de J. K. Simmons. Il s'agit d'un aliéné se prenant pour le patron d'un journal.

### Séries télévisées d'animation
- 2003 : Les Nouvelles Aventures de Spider-Man, doublé en anglais par Keith Carradine.
- 2006 : Les Simpson (Saison 18, épisode 6 : Moe nia Lisa), doublé en anglais par J. K. Simmons.
- 2008 : Spectacular Spider-Man, doublé en anglais par Daran Norris.
- 2012-2017 : Ultimate Spider-Man, doublé en anglais par J. K. Simmons.
- 2012 : Avengers : L'Équipe des super-héros - 1 épisode, doublé en anglais par J. K. Simmons.

### Jeux vidéo
- 2000 : Spider-Man
- 2004 : Spider-Man 2
- 2007 : Spider-Man 3
- 2014 : The Amazing Spider-Man 2
- 2018 : Marvel's Spider-Man, interprété par Darin De Paul (en) en version originale (VF : Stefan Godin)
- 2020 : Marvel's Spider-Man: Miles Morales, interprété par Darin De Paul en version originale (VF : Stefan Godin)
- 2023 : Marvel's Spider-Man 2